# Juan Valera
Juan Valera y Alcalá-Galiano (ur. 18 października 1824 w Kordowie, zm. 18 kwietnia 1905 w Madrycie) – pisarz hiszpański, autor wielu powieści i krytyk literackich. Był uważany za jednego z najlepszych stylistów języka hiszpańskiego, estetę. Ustami swoich bohaterów wypowiadał się w bardzo wykwintny, nieco nawet akademicki sposób, co było spowodowane jego arystokratycznym pochodzeniem. Mimo pewnej sztuczności języka, utwory jego cechuje duża wiarygodność psychologiczna. Jako krytyk literacki był bardzo zachowawczy i poddawał krytyce każdą literacką innowację.
Poza działalnością literacką prowadził również działalność polityczną i dał się poznać jako dobry dyplomata.

## Najważniejsze utwory
Do najważniejszych dzieł tego autora zalicza się dwie powieści
- Pepita Jiménez z roku 1874
- Doña Luz z roku 1879